# Morrison Hotel
Morrison Hotel este al cincilea album al trupei The Doors. A fost lansat în 1970. După ce materialul lor experimental The Soft Parade nu a fost prea bine primit de către critici, formația a revenit la stilul cu care își obișnuise fanii și cu care deveniseră celebrii. Pe acest album se observă și o trecere mai semnificativă spre blues, care va fi cu adevărat adoptat de către grup odată cu lansarea următorului disc L.A. Woman. Planul a funcționat; deși de pe album nu s-a evidențiat nici un hit single, Morrison Hotel a readus trupa în atenția criticilor, ocupând totodată locul 4 în topuri. Panta ascendentă a formației a continuat întrucât după un an apariția LP-ului L.A. Woman a coincis cu două hit single-uri în Top 20. Morrison Hotel a devenit și cel mai bine clasat album al grupului în Marea Britanie clasându-se pe locul 12.
Printre muzicienii adiționali prezenți pe album se numără G. Puglese la muzicuță și bluesman-ul Lonnie Mack la bas.
Fotografia de pe coperta discului a fost făcută chiar la hotelul Morrison de pe 1246 South Hope Street, Los Angeles. Trupa a cerut proprietarilor hotelului permisiunea de a face poze cu hotelul însă cum răspunsul a fost negativ, membrii formației au intrat înăuntru făcând poza când nimeni nu se uita.

## Lista pieselor
1. "Roadhouse Blues"  (Jim Morrison, The Doors) (4:03)
2. "Waiting for The Sun"  (Morrison) (3:58)
3. "You Make Me Real"  (Morrison) (2:53)
4. "Peace Frog"  (Morrison, Robby Krieger) (5:04)
5. "Blue Sunday"  (Morrison) (2:13)
6. "Ship of Fools"  (Morrison, Krieger) (3:08)
7. "Land Ho!"  (Morrison, Krieger) (4:10)
8. "The Spy"  (Morrison ) (4:17)
9. "Queen of The Highway" ( Morrison , Krieger ) (2:47)
10. "Indian Summer"  (Morrison, Krieger) (2:36)
11. "Maggie M'Gill"  (Morrison, The Doors) (4:23)

## Single-uri
- "Roadhouse Blues" (1970)
- "You Make Me Real" (1970)
- "Land Ho!" (1970)

## Componență
- Jim Morrison - voce
- Robby Krieger - chitară, chitară ritmică
- Ray Manzarek - orgă, pian, claviaturi bas
- John Densmore - baterie